# Undercurrent
 Undercurrent és una pel·lícula estatunidenca de cinema negre, dirigida per Vincente Minnelli i estrenada el 1946. Els protagonistes són Katharine Hepburn, Robert Taylor i Robert Mitchum. El guió va ser escrit per Edward Chodorov i es basa en la història You Were There There de Thelma Strabel.
La pel·lícula va ser un èxit de taquilla. Segons els registres de la MGM, va guanyar 2.828.000 dòlars als Estats Units i al Canadà i 1.409.000 dòlars a la resta del món, amb un benefici de 1.001.000 dòlars. Variety va informar que va obtenir un benefici de 3,25 milions de dòlars el 1946.

## Argument
Ann Hamilton coneix un cèlebre inventor, Alan Garroway. Seduïda, es casa amb ell i la parella marxa a Washington. La jove descobreix l'alta societat on es troba molt incòmoda. Després, els esposos es traslladen a Virgínia. Allà, Ann s'assabenta de l'existència de Michael, el germà d'Alan. Un misteri planeja sobre les relacions entre aquests dos últims...

## Repartiment
- Katharine Hepburn: Ann Hamilton
- Robert Taylor: Alan Garroway
- Robert Mitchum: Michael Garroway
- Edmund Gwenn: Professor "Dick" Hamilton
- Marjorie Main: Lucy
- Jayne Meadows: Sylvia Lea Burton
- Clinton Sundberg: Mr. Warmsley
- Dan Tobin: Professor Joseph Bangs
- Kathryn Card: Mrs Foster
- Leigh Whipper: George

Entre els actors que no surten als crèdits:
- Hank Worden: L'home que posa un telegrama